# 歩く、人
『歩く、人』（あるくひと）は、2002年に公開された小林政広監督・脚本の日本映画。

## 概要
2001年の第54回カンヌ国際映画祭「ある視点」部門に出品された。互いに素直になれない父子の不器用な交流を描いた、叙情性豊かな人間ドラマ作品である。
主演の大塚寧々は2002年毎日映画コンクール・第57回 日本映画大賞で本作および『笑う蛙』『うつつ』の演技より女優主演賞を受賞している。

## あらすじ
北海道の寒村で造り酒屋を営んでいた本間信雄（緒形拳）は、同居する息子の安夫（林泰文）に家業を譲り渡し、悠々自適に隠居生活を送っていた。
隠居した信雄の日課かつ唯一の楽しみは、徒歩で片道8キロの道のりを歩いて鮭の孵化場に通い、密かに恋心を抱く職員の熊谷美知子（石井佐代子）と共に稚魚の成長を見守ることだった。
その信雄は2年前に妻をガンで亡くしており、同居する安夫は2人いる息子のうちの次男で、長男の良一（香川照之）は12年前に音楽活動のために家を出たきりだが、もうすぐ30歳になろうというのに、未だ芽は出ていない。
そして、亡くなった妻の三回忌を2日後に控えたある日、信雄・良一・安夫と家族3人が実家に久しぶりに揃うとあって、信雄は息子たちへ歩み寄ること、特に出奔したきりの長男良一との和解を望んだ。しかし、良一は頑なに葬儀への出席を拒むのだった。

## スタッフ
- 監督 - 小林政広[1]
- プロデューサー - 小林政広[1]
- 脚本 - 小林政広[1]
- 撮影 - 北信康[1]
- 録音 - 瀬谷満[2]
- 照明 - 木村匡博[2]
- 編集 - 金子尚樹[1]
- 音楽（アレンジ） - 櫟原龍也[1]、佐久間順平[1]
  - サン・サーンス 「動物たちの謝肉祭」より[2]

## キャスト
- 緒形拳 - 本間信雄[1]
- 香川照之 - 本間良一[1]（長男[6]）
- 大塚寧々 - 清水伸子[1]
- 林泰文 - 本間安夫[3]
- 占部房子 - 野口圭子[3]
- 石井佐代子 - 熊谷美知子[3]

## 受賞歴
- 2002年 第57回毎日映画コンクール
  - 俳優部門女優主演賞 大塚寧々（『笑う蛙』『うつつ』『歩く、人』[4]）